# Marta Słodnik
Marta Słodnik (ur. 18 maja 1983 w Gdyni) – polska siatkarka grająca na pozycji przyjmującej.
Przygodę z siatkówką rozpoczęła od Sportowej Szkoły Podstawowej nr 14. W sezonie 2003 z drużyną Alpat Gdynia wywalczyła awans do I Ligi Siatkówki Kobiet. W 2003 roku wyjechała na studia do Nowego Jorku, gdzie przez 4 lata reprezentowała barwy Golden Lions dla uczelni Dowling College. W latach 2007–2009 kontynuowała naukę na Uniwersytecie w Lund oraz reprezentowała barwy szwedzkiego Engelholm VS występującego w Elitserien – najwyższej klasie rozgrywek ligowych tego kraju. W roku 2009 zdobyła Puchar oraz Mistrzostwo Szwecji.
Do największych sukcesów plażowych należą Mistrzostwo Polski wywalczone w 2005 roku z Anną Podgórniak oraz Akademickie Mistrzostwo Europy w 2004 roku wywalczone z Dorotą Wrzochol.
Marta Słodnik w 2011 zakończyła karierę sportową.

## Kluby
| Klub            | Lata gry  |
| --------------- | --------- |
| Alpat Gdynia    | 2001–2003 |
| Dowling College | 2003−2007 |
| Engelholm VS    | 2007−2009 |
| Hylte/Halmstad  | 2010−2011 |

## Sukcesy

### Klubowe
- 2003 − awans do I Ligi Siatkówki Kobiet z Alpat Gdynia
- 2004 − I miejsce w konferencji East Coast Conference[4]
- 2004 − II miejsce w regionie ACVA Northeast[4]
- 2005 − I miejsce w konferencji East Coast Conference[4]
- 2005 − I miejsce w regionie ACVA Northeast[4]
- 2005 − awans do NCAA Elite Eight[4]
- 2006 − I miejsce w konferencji East Coast Conference[4]
- 2006 − I miejsce w regionie ACVA Northeast[4]
- 2006 − awans do NCAA Elite Eight[4]
- 2009 −  Puchar Szwecji z Engelholms Volley[5]
- 2009 −  Mistrzostwo Szwecji z Engelholms Volley[6]

### Akademickie
- 2003 −  Złoty medal - Mistrzostwa Polski Szkół Wyższych w parze z Anną Podgórniak
- 2003 −  Srebrny medal  - Akademickie Mistrzostwa Polski w parze z Dorotą Wrzochol
- 2004 −  Złoty medal - Mistrzostwa Polski Szkół Wyższych w parze z Anną Podgórniak
- 2004 −  Złoty medal - Akademickie Mistrzostwa Polski w parze z Anną Podgórniak
- 2004 −  Złoty medal - Akademickie Mistrzostwa Europy w parze z Dorotą Wrzochol[7]
- 2005 −  Srebrnymedal - Akademickie Mistrzostwa Polski w parze z Anną Podgórniak
- 2005 – 4. miejsce  - Akademickie Mistrzostwa Europy w parze z Anną Podgórniak[8]
- 2006 −  Złoty medal  - Akademickie Mistrzostwa Polski w parze z Ewą Kamińską
- 2006 – miejsca 9-12  - Akademickie Mistrzostwa Świata w parze z Katarzyną Kraińską[9]
- 2007 −  Złoty medal  - Akademickie Mistrzostwa Polski w parze z Ewą Kalinowską
- 2009 −  Brązowy medal -  Puchar ZG AZS w siatkówce plażowej w parze z Agatą Łaz
- 2010 −  Srebrny medal  - Puchar ZG AZS w siatkówce plażowej w parze z Aleksandrą Theis

### Plażowe
- 2005 −  Złoty medal Mistrzostwa Polski w siatkówce plażowej  w parze z Anną Podgórniak[10]

## Nagrody i wyróżnienia
- 2003 – Selected Sports Illustrated “Faces in the Crowd”[11]
- 2003 − NYCAC Rookie of the Year[4]
- 2003 − First Team All-NYCAC[4]
- 2003 − AVCA All-Region Second Team[4]
- 2004 − AVCA All-American Third Team[12]
- 2004 − Daktronics All-Northeast First Team[12]
- 2004 − NYCAC First Team All-Conference[4]
- 2004 − AVCA All-Northeast First Team[4]
- 2005 − NYCAC Pre-season Player of the Year[13]
- 2005 − ECC Preseason All-Conference[13]
- 2005 − ECC All-Conference Second Team[4]
- 2005 − NCAA Northeast Regional All-Tournament Team[4]
- 2006 − ECC Preseason All-Conference[14]
- 2006 − AVCA All-American Honorable Mention[12]
- 2006 − ECC All-Conference Second Team[4]
- 2006 − NCAA Northeast Regional All-Tournament Team[4]
- 2006 − ESPN the Magazine Academic All-District Team[4]
- 2006 − Daktronics All-Northeast First Team[4]